# Dolichopeza volupta
Dolichopeza volupta är en tvåvingeart som beskrevs av Alexander 1963. Dolichopeza volupta ingår i släktet Dolichopeza och familjen storharkrankar. Inga underarter finns listade i Catalogue of Life.